# فيليب موران
فيليب موران (بالإنجليزية: Philip Moran)‏ هو سياسي أمريكي، ولد في 6 مارس 1961 في باي سانت لويس في الولايات المتحدة. حزبياً، نشط في الحزب الجمهوري. وقد انتخب عضو مجلس ولاية مسيسيبي.